# 진입 장벽
경제의 경쟁 이론에서 진입 장벽 또는 경제 진입 장벽은 기존 사업자가 가지고 있지 않거나 지지하지 않거나 개입할 필요가 없는 시장에 새로 들어오는 사람이 부담해야 하는 비용이다.

## 특징
새롭게 창출되어야 할 시장 중 중요한 부분이 있거나 급한 경우 또는 필요하게 되는 경우가 있으면 자유 진입이 중요시되어야 하나, 신규 진입을 할 때 장애물이 생기게 되면서 사업할 때 막히는 경우가 있다. 단적인 예로 보면 지역 난방을 개별 난방으로 전환되는 사업이라던가 24시간 자유자재 생활하게 되어 있어야 할 조건이 불리한 경우, 2019년 한일 무역 분쟁 이후 일본으로부터 신규 원자재 도입 시 특정된 업체들에 직접 납품하게 될 재료가 필요하게 되면 당연히 넣어야 하는 조건이 있어야 한다. 그래도 안된다면 제3국으로 수출시킬 때 일본의 동의 없이 일본이 아닌 업체에 조달해야 하는 대체재를 바꿀 수밖에 없다. 하지만 이와 같은 원자재와 같이 긴요하게 공급되어야 할 필요 재료들을 직접 반입시킬 때 막히는 형태를 가진 나비 효과와도 이와 비슷한 연관성이 있다. 그 외에도 같은 조건만 제약된 형태로 생활하게 되어 있는 식으로만 사용하여도 진입 장벽이 적용될 수도 있게 된다.

## 같이 보기
관련 항목
- 갈라파고스화
- 캐치올 규제

유사 사례
- 무역장벽